# روسیتسا (استان دوبریچ)
روسیتسا (به بلغاری: Rositsa) یک منطقهٔ مسکونی در بلغارستان است که در شهرستان جنرال توشوو واقع شده‌است.